# Andújar
Andújar er en by og kommune i det sydlige Spanien i provinsen Jaén. Den har et indbyggertal på 35.619 (2024) indbyggere.